# Almedina
Almedina egy község Spanyolországban, Ciudad Real tartományban, a Campo de Montiel nevű comarcában („járásban”). A település egy kis domb tetején épült fel.
Almedina Cózar, Puebla del Príncipe, Villamanrique, Montiel, Villanueva de los Infantes és Torre de Juan Abad községekkel határos. Lakosainak száma 482 fő (2024).

## Története
A Galliznos nevű dombon, a település területén a római kor előttről származó leleteket tártak fel, a falutól 5 km-re pedig római út- és hídmaradványok kerültek elő, ami a térség jelentőségét bizonyítja. A község neve azonban nem római, hanem arab eredetű. A település a spanyol hódítás után a Santiago-rend érdekeltségébe került.
A 16. és 17. századokban Almedina a fénykorát élte: ekkor született itt például Fernando Yáñez de la Almedina reneszánsz festő, Juan Muñoz de la Cueva teológus, orensei püspök, illetve Bartolomé Jiménez Patón nyelvtantudós, szónok. Ugyanebben az időszakban létesítettek egy I. Károly spanyol király címerével díszített látványos kutat.

## Nevezetességek
A település nagy szülöttére, Fernando Yáñezre egy különleges szabadtéri kiállítás segítségével emlékezik meg: az utcákon számos helyen láthatók a festő alkotásainak kerámiából készült ábrázolásai.
Építészeti emlékei közé tartozik a Szent Mária Magdolna-templom, amelynek helyén egy régebbi kápolna is állt, valamint a Rózsafüzér királynője-templom, amelyet egy régi mecsetből alakítottak át. A község körül egykor nyolc kápolna állt, ezek közül mára már csak a Virgen de los Remedios-kápolna maradt fenn. Ennek a kupolájában 18. század eleji népies festményeket láthatunk. A községházához közel, egy kis téren ma is áll Juan Muñoz de la Cueva szülőháza.
A település külterületén hét barlang és több kilátópont is található: a barlangokhoz a Mária Magdolna-templomtól turistaút is vezet. A községben erőfeszítéseket tesznek a ritka, de itt előforduló ibériai sasok megóvásának érdekében is.

## Rendezvények, hagyományok, ételek
Minden évben december 28-án tartják az egész tartomány egyik legnagyobb hagyománnyal bíró rendezvényét, a 14. századi eredetű Baile de Ánimas („lelkek tánca”) nevű rendezvényt. Január 17-én Szent Antal, április 25-én Szent Márk napját ünneplik, május 15-én pedig Szent Izidor-napi zarándoklatot tartanak. Október 7-én a Rózsafüzér királynőjének napját ünneplik.
A községben négy féle eredetvédett élelmiszert is termelnek: a Campo de Montiel-i extra szűz olajbogyóból készült olajat, manchego sajtot, manchego bárányhúst és La Mancha-i vöröshagymát.
Jellegzetes helyi ételek a gacha (kása), a miga (kenyérféleség), a gazpacho manchego leves, valamint a vörös fogolyból készült fogások.

## Népesség
A település népessége az elmúlt években az alábbi módon változott:
| Lakosok száma | 751  | 703  | 680  | 699  | 687  | 595  | 555  | 516  | 497  | 482  |
|               | 2001 | 2004 | 2006 | 2009 | 2011 | 2014 | 2016 | 2019 | 2021 | 2024 |